# لئونارد پیکوف
لئونارد پیکوف (انگلیسی: Leonard Peikoff؛ زادهٔ ۱۵ اکتبر ۱۹۳۳) فیلسوف کانادایی-آمریکایی است. آین رند پیکاف را به عنوان وارث خود تعیین کرد. پیکاف مؤسس مؤسسه آین رند است.